# Голям-Дол
Голям-Дол (болг. Голям дол) — село в Болгарии. Находится в Старозагорской области, входит в общину Братя-Даскалови. Население составляет 128 человек.

## Политическая ситуация
Голям-Дол подчиняется непосредственно общине и не имеет своего кмета.
Кмет (мэр) общины Братя-Даскалови — Ваня Тодорова Стоева (коалиция партий: Болгарская социалистическая партия (БСП), национальное движение «Симеон Второй» (НДСВ)) по результатам выборов.